# Hohe Breitengrade oder Nachrichten von der Grenze
Hohe Breitengrade oder Nachrichten von der Grenze ist eine 1969 erschienene Reisebeschreibung von Alfred Andersch. Der teilweise essayistische Text berichtet von einer Fahrt in die Polarzone nördlich von Spitzbergen und ist bebildert mit Farbtafeln nach Fotografien der Malerin Gisela Andersch.

## Entstehungsgeschichte
1965 leitete Alfred Andersch eine Film-Expedition des Hessischen Rundfunks, wo er zusammen mit Martin Bosboom im Nordpolarmeer nahe der Küste Spitzbergens den Dokumentarfilm Haakons Hosentaschen drehte. Aus den Erlebnissen an Bord der „Havella“ und seinen Überlegungen und Forschungen über Grenzerfahrungen in der menschenfeindlichen Arktis entstand der Reisebericht Hohe Breitengrade oder Nachrichten von der Grenze.

## Inhalt
Andersch berichtet einerseits von Selbsterlebtem, von Begegnungen, vom Hochseekutter „Havella“ und deren Mannschaft, dem Skipper, dem Koch und dem Steuermann, von seiner Fahrt zu den Sieben Inseln und zum Packeis. Dabei schildert er naturwissenschaftlich genau seine geografischen, botanischen und landschaftlichen Beobachtungen, wobei er wissenschaftliche Berichte, zum Beispiel über Flechten, Meeresströmungen, Abtriften, Eisbären und Gesteinsformationen sowie Expeditionserinnerungen bekannter Polarabenteurer und -forscher in seinen Bericht einbaut.
Andererseits ist der Text aber auch ein „verkappter Essay“, da Andersch aus seinen Beobachtungen intellektuelle Annäherungen an die Grenze am Rande der Zivilisation macht. Diese Zone des Unbetretenen und Unberührten und der Gefahr übt auf ihn und seine Frau (im Buch Åsa genannt) einen fast magischen Zauber aus.
Die Malerin Gisela Andersch hat das Werk durch Farbtafeln ergänzt, welche die große Stille dieser „Grenze“ sichtbar machen. Ihre Fotografien zeigen meist leere Landschaften sowie Nahaufnahmen polarer Miniaturen, zum Beispiel „Rote Krustenflechten“ oder „Grashalme, die sich gemäß der Kreiswanderung der Sonne am Horizont gedreht haben“.

## Zitat
„Das Meer war an der Packeisgrenze so glatt wie ein Binnensee, und die Wände aus grauer, steinerner Luft verwandelten sich über ihm zu Wolkendunst, der sich frei bewegte, von keinem Wind mehr getrieben. Neben dem Schiff tauchten die schwarzen glänzenden Köpfe der Kugelrobben auf. In dieser Durchsichtigkeit erkannten wir, daß die Grenze ein wildes Eistrümmerfeld war; erst in der Ferne schien sie zu sein, was wir uns vorgestellt hatten: eine glatte weiße Wüste.“

## Rezeption und literarische Wertung
Das Buch wurde in vielen überregionalen Tageszeitungen besprochen. Eine längere Rezension verfasste der Schriftsteller und Geisteswissenschaftler Karl Korn in der Frankfurter Allgemeinen Zeitung. Er machte auf die Andeutung des essayistischen Gehalts im Untertitel aufmerksam und bezeichnete Hohe Breitengrade um der „sprachlichen Frische und Bezeichnungskraft, der Originalität der Gedanken und Beobachtungen, der Sensibilität der Wahrnehmung willen eines der wenigen schönen Buches dieses Jahres“. Über die Bilder der Malerin Gisela Andersch schrieb er, sie seien wie Farbkompositionen gebaut; die Kühnheit der Fotografin ginge „gelegentlich bis zur äußersten Reduktion der technischen Mittel“ und enthielten die große horizontale Stille der „Grenze“.

Der Schweizer Feuilletonist Manuel Gasser meinte, dass es an der Zeit gewesen sei, „daß ein großer deutscher Schriftsteller sich der zwar nicht vernachlässigten, aber verluderten Gattung Reisebeschreibung annahm und hier ein Exempel statuierte. Dazu war es notwendig, daß der Mann seine ganze Kraft und Kunst auf das Unternehmen verwandte; daß er es so ernst nahm wie die Gestaltung einer Novelle oder eines Romans“.
Werner Helwig bemerkte, die Lektüre hätte etwas so Zwingendes, „daß man wähnt, noch nie vorher Eismeerberichte gekannt zu haben“ und schrieb in der Rheinischen Post zu den Fotografien, es wären Bilder, „in die hinein der Blick sich weitet.“
Der Rezensent der Zeit, Ernst Nef, fand dagegen, dass Anderschs Buch ein Misserfolg wäre. Er bemängelte sprachliche Ungenauigkeiten, saloppe philosophische Äußerungen („Gedankenschwulst“) und sah den Bericht „danebengeraten“, er sei dem Autor „zum aufgeschönten Kunstgewerbe geraten“. Dies blieb nicht unwidersprochen. Der Literaturkritiker und Schriftsteller Rudolf Hartung wies in einem Leserbrief darauf hin, dass nur Einzelheiten herausgepickt und nicht der Versuch einer kritischen Würdigung des Ganzen unternommen worden wäre. Hartung endete mit einem Arztvergleich: „Einem Diagnostiker, der solche Schlüsse zieht, möchte man ungern in die Hände fallen.“

## Ausgaben

### Buchausgaben
- Diogenes, Zürich 1984, ISBN 3-257-21165-1
- Büchergilde Gutenberg, Frankfurt am Main, Wien, Zürich 1982
- Buchclub Ex Libris, Zürich 1976
- Diogenes-Verlag, Zürich 1969.

### Auszüge in Zeitschriften
- Hohe Breitengrade. In: Merkur. Nr. 23,1969
- Die Reise zu den sieben Inseln. In: du. Nr. 29, 1969